# Jean-Paul Cyr
Jean-Paul Cyr est un pilote automobile de stock-car né le 8 décembre 1965 à Milton, Vermont, aux États-Unis.
Il débute en 1984 à la piste Catamount Stadium dans sa ville natale. En 1990, il est couronné champion de la piste Devil’s Bowl à West Haven au Vermont dans la catégorie Pro Stock.
En 1992, il se joint à la toute nouvelle série ACT Late Model (aujourd’hui connue sous le nom ACT Tour). En 1994, il remporte son premier championnat de la série grâce notamment à sa première victoire obtenue à Thunder Road et à cinq top 10 en six départs.
En 1995, il tente sa chance dans la série ACT Pro Stock Tour. Il récolte deux top 10 en sept départs. À la fin de la saison, la série est dissoute. Il revient à l’ACT Tour en 1996 pour remporter un deuxième championnat.
De 1998 à 2000, il prend le départ de 14 courses de la NASCAR Whelen Modified Tour avec, comme meilleur résultat, une 5e place au Richmond International Raceway de Richmond en Virginie.
En 2001, il revient encore une fois dans l’ACT Tour. De 2003 à 2007, il est champion cinq années consécutives.
En 2009, il délaisse quelque peu la série pour se consacrer au championnat local de Thunder Road qu’il remporte d’ailleurs.
En 2010, il est de retour sur une base régulière dans l'ACT Tour.

## Faits saillants
- 7 fois champion de l’ACT Tour, dont cinq années consécutives (1994, 1996, 2003, 2004, 2005, 2006, 2007)
- 19 victoires en ACT Tour sur les pistes suivantes : Thunder Road (7), Circuit Riverside Speedway Ste-Croix, Airborne Park Speedway (4), White Mountain Motorsports Park (4), Riverside Speedway NH, Oxford Plains Speedway et Lee USA Speedway.
- 5 départs en True Value Modified Series en 2008, dont deux top 10.
- Récipiendaire du Don MacTavish Award en 1996[1], honneur décerné à un pilote ayant fait preuve d'esprit sportif, de détermination et de dévouement pour son sport.